# Mangueirão
O Estádio Estadual Jornalista Edgar Proença (conhecido como Estádio Olímpico do Pará,  popularmente chamado Mangueirão) é um estádio poliesportivo brasileiro inaugurado em 1978, localizado na cidade de Belém (Pará), idealizado pelo então governador Alacid Nunes (1966-1971) e projetado pelo arquiteto Alcyr Meira.

## História
O estádio surgiu do desejo do então governador paraense, Alacid Nunes, em criar uma praça de esportes com capacidade para 120 mil pessoas. Em 1969, o projeto foi assinado pelo arquiteto Alcyr Meira, inciando a construção em 1971 e, em 1975 foi registrado pelos jornais jogos que aconteceram no estádio parcialmente construído, que foi concluído em 1978, sendo batizado com o nome de Alacid Nunes.
Atualmente, o estádio tem capacidade oficial da CBF para 53.645 espectadores.
A estreia extra-oficial do estádio ocorreu no dia 20 de fevereiro de 1978, na vitória do Clube do Remo sobre a equipe do Operário-MS, válido pelo Campeonato Brasileiro de Futebol de 1977. Entretanto, a data escolhida para a inauguração do Mangueirão foi o dia 4 de março de 1978, quando a seleção paraense - formada por jogadores de Remo, Tuna e Paysandu - goleou a seleção uruguaia por 4 a 0 em um amistoso. O primeiro gol da história do estádio foi marcado por Mesquita, jogador do Clube do Remo.
Nesse ano, o Mangueirão foi palco da grande final do Campeonato Paraense de Futebol. O Clube do Remo cravou seu nome como o primeiro campeão na história do estádio ao derrotar o rival Paysandu Sport Club por 1 a 0.  Este jogo foi o de maior público registrado na história do estádio, que foi de 65 mil torcedores na final do Campeonato Paraense de Futebol de 1999.
O apelido “Mangueirão” é de autoria do cronista esportivo Moacir Calandrini.

### Reformas
No ano de 2000, o Mangueirão entrou em um período de reformas para a conclusão das arquibancadas que durou até 2002. Na reinauguração do estádio, em 5 de maio de 2002, Paysandu e Remo empataram em 2 a 2 e o jogador Balão, que então jogava no Remo, fez o primeiro gol desta partida. O nome oficial do Mangueirão passou a levar o nome do jornalista Edgar Augusto Proença.
O Mangueirão é dono do maior público da América Latina no GP Caixa de Atletismo, com 42.640 pessoas. O estádio também foi palco dos jogos do Paysandu na Copa Libertadores da América de 2003, quando recebeu o seu maior público pós-reforma: 57.330 torcedores (Paysandu 2 x 4 Boca Juniors).
No dia 23 de fevereiro de 2021 foi divulgada, pelo governo estadual, uma reforma geral e ampliação do estadio. Com a obra finalizada, o estádio passará a ter a capacidade de 55.645 torcedores e algumas modificações padrão FIFA, como por exemplo a adição de uma central de controle para o VAR.
Próximo à reinauguração, o estádio recebeu dois eventos-teste, com jogos entre Remo e Paysandu válidos pelas semifinais da Copa Verde 2023, nos dias 26 e 29 de março, respectivamente. A reabertura oficial aconteceu no dia 9 de abril, em clássico válido pela última rodada do Parazão 2023, com vitória do Paysandu por 1 a 0. A reinauguração também contou com shows das aparelhagens Crocodilo e Super Pop Live.

### Acessos
O Estádio Olímpico do Pará é servido por diversas linhas de ônibus na Av. Augusto Montenegro, enquanto que a estação mais próxima do BRT Belém é o Terminal Mangueirão, oferecendo acesso rápido e fácil a partir das mais diversas áreas da capital até o estádio.

## Seleção Brasileira
Belém já recebeu jogos da seleção brasileira em cinco oportunidades:
- O primeiro jogo da seleção brasileira realizado em Belém, ocorreu no dia 8 de novembro de 1990, quando a equipe canarinho empatou pelo placar de 0x0 contra a Seleção Chilena de Futebol.
- No dia 9 de outubro de 1997, o Brasil realizou um amistoso contra a Seleção Marroquina de Futebol,[13] que serviu de preparação para a Copa do Mundo de 1998. Com Mangueirão lotado, os brasileiros venceram pelo placar de 2x0, gols anotados por Denílson.
- No dia 12 de outubro de 2005, em jogo válido pelas eliminatórias da Copa do Mundo de 2006, a seleção, recheada de craques, venceu a Seleção Venezuelana de Futebol por 3x0. Os gols foram marcados por Adriano, Ronaldo e Roberto Carlos.
- Em 28 de setembro de 2011, o Mangueirão recebeu mais um grande jogo que entrou para a história do estádio. Trata-se do Superclássico das Américas, disputada por Brasil e Argentina, no qual o Brasil ganhou por 2x0 levantando a taça de Campeão das Américas, foi nesse jogo que começou a Capela (quando a torcida canta o hino nacional sozinha). Os gols foram marcados por Lucas e Neymar.[14]
- A Seleção volta a jogar no estádio no dia 8 de setembro de 2023 contra a Bolívia, em partida válida pelas Eliminatórias da Copa do Mundo de 2026, vencendo por uma goleada de 5x1, sendo dois gols de Rodrygo, um de Raphinha e dois de Neymar. O único gol dos bolivianos foi marcado por Victor Abrego. [15] [16]

## Superclássico das Américas

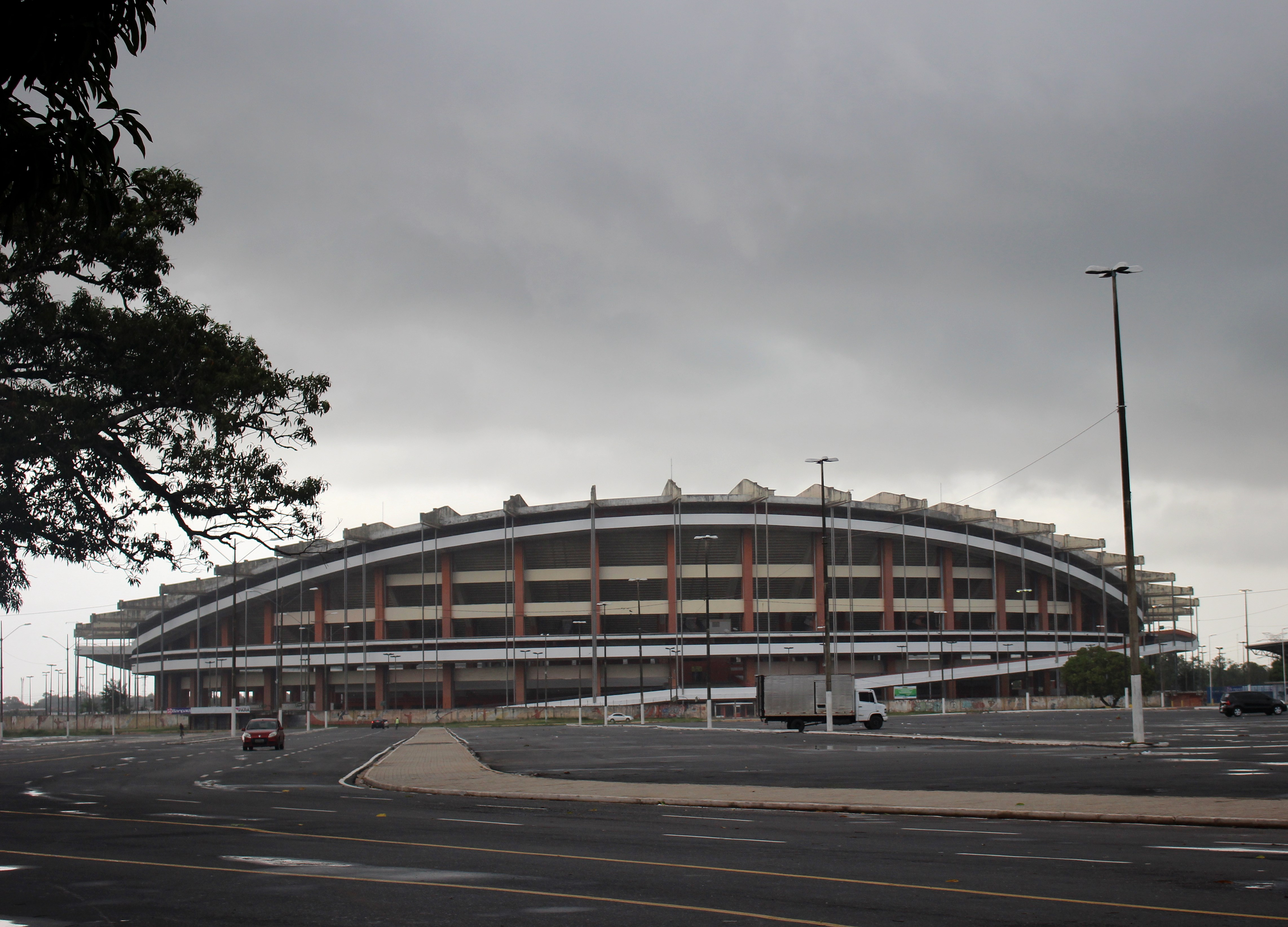
Estádio visto do estacionamento.

O Superclássico das Américas de 2011 (antes conhecido como Copa Roca) foi um torneio de futebol amistoso disputado entre a Seleção Brasileira e a Seleção Argentina, entre 14 e 28 de setembro de 2011. No jogo de ida, dia 14/09/2011 foi disputado na cidade de Córdoba-ARG, e o resultado foi 0 x 0. No jogo de volta, dia 28/09/2011 foi disputado em Belém, e o Resultado foi 2 x 0 para o Brasil.
O jogo de volta, no Mangueirão
| 28 de setembro | Brasil                       | 2 – 0 | Argentina | Estádio Mangueirão, Belém, Brasil            |
| 21:50 (UTC-3)  | Lucas Moura 53' · Neymar 75' |       |           | Público: 43 038 Árbitro: URU Jorge Larrionda |

| Brasil | Argentina |

| G              | 1  | Jefferson         |  |     |
| LD             | 2  | Danilo            |  |     |
| Z              | 3  | Dedé              |  |     |
| Z              | 4  | Réver             |  |     |
| LE             | 6  | Bruno Cortês      |  | 87' |
| V              | 5  | Ralf              |  |     |
| V              | 8  | Rômulo            |  |     |
| M              | 7  | Lucas             |  | 68' |
| M              | 10 | Ronaldinho Gaúcho |  |     |
| A              | 11 | Neymar            |  |     |
| A              | 9  | Borges            |  | 73' |
| Substituições: |    |                   |  |     |
| M              | 18 | Diego Souza       |  | 68' |
| A              | 19 | Fred              |  | 73' |
| LE             | 16 | Kléber            |  | 87' |
| Treinador:     |    |                   |  |     |
| Mano Menezes   |    |                   |  |     |

| G                 | 1  | Agustín Orión     |     |     |
| LD                | 2  | Iván Pillud       |     | 77' |
| Z                 | 6  | Sebá Domínguez    |     |     |
| Z                 | 4  | Christian Cellay  |     |     |
| Z                 | 5  | Leandro Desábato  | 70' |     |
| LE                | 3  | Emiliano Papa     |     |     |
| V                 | 8  | Augusto Fernández |     |     |
| V                 | 11 | Guiñazú           |     |     |
| M                 | 10 | Héctor Canteros   |     | 59' |
| A                 | 7  | Montillo          |     |     |
| A                 | 9  | Lucas Viatri      |     |     |
| Substituições:    |    |                   |     |     |
| V                 | 17 | Mario Bolatti     |     | 59' |
| A                 | 22 | Pablo Mouche      |     | 77' |
| Treinador:        |    |                   |     |     |
| Alejandro Sabella |    |                   |     |     |

## 2014

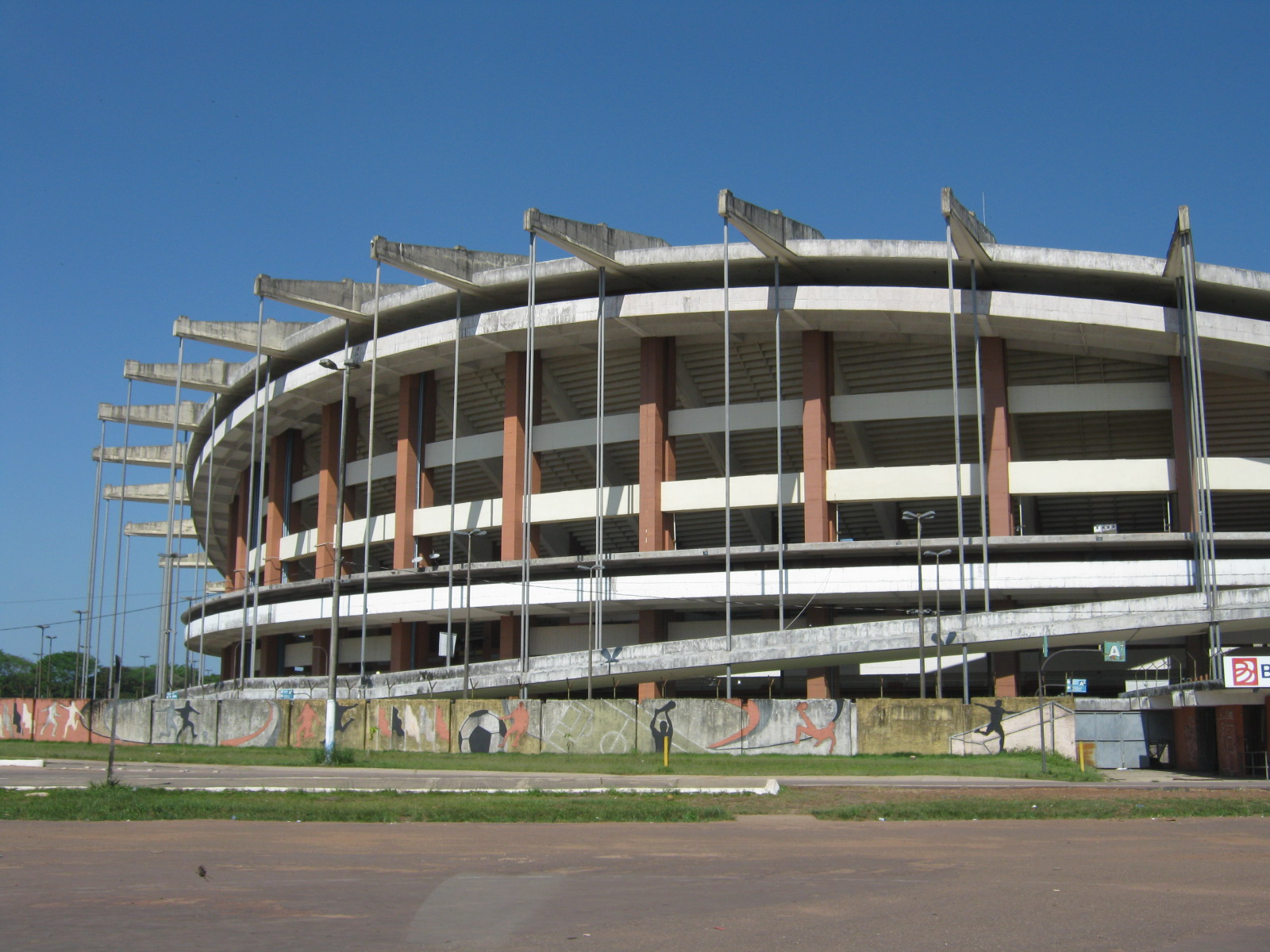
Lado de Fora do Estádio Olímpico do Pará

Ao contrário de outros estádios que lutavam para receber a Copa do Mundo FIFA de 2014 e prometiam grandes melhorias, o Mangueirão apresentou apenas pequenos ajustes em seu projeto. O estádio teve uma ampla reforma concluída em 2002 o que, segundo os responsáveis, o deixou de acordo com as exigências da FIFA. Além disso, é um dos poucos estádios brasileiros em condições adequadas de segurança.
Também seriam criados espaços voltados para a mídia nacional e internacional, com capacidade para 1.600 jornalistas, e uma área exclusiva para membros da FIFA. Haveria ainda um centro comercial no qual seriam vendidos produtos licenciados da Copa do Mundo FIFA de 2014.
Boa parte da estrutura seria utilizada, apenas após o Mundial, para a formação de atletas. Durante a competição, o que seria realmente aproveitável seriam os quatro campos oficiais que seriam construídos pela Federação Paraense de Futebol. Dois deles teriam arquibancadas e vestiários completos, que seriam utilizados como centro de treinamento para as seleções.
No dia 31 de março de 2009, Belém não figurou entre as cidades-sede escolhidas para a Copa do Mundo 2014. A escolha dos técnicos da FIFA e CBF para a sede da Amazônia foi a cidade de Manaus.

## 2015
No dia 28 de setembro de 2011, o estádio foi escolhido para receber o segundo jogo do Superclássico das América, Brasil contra Argentina. A seleção ganhou de 2—0 sobre os argentinos. No intervalo do jogo, o presidente da CBF, Ricardo Teixeira junto com governador do estado do Pará, Simão Jatene anunciam Belém como sede da Copa América de 2015. Segundo o presidente da CBF, a cidade mereceu esse título pelos esforços que teve durante a passagem da seleção e enorme carinho dos paraenses. Além de Belém, Goiânia também sediaria a Copa América. A Copa América de 2015 entretanto foi sediada pelo Chile, que permutou com o Brasil, que sediou então a competição somente em 2019, porém sem a presença de Belém como uma das cidades sede.

## Maiores públicos pagantes
| Nº | Público | Time           | Placar | Time         | Campeonato                                         | Ref    |
| -- | ------- | -------------- | ------ | ------------ | -------------------------------------------------- | ------ |
| 1  | 50.468  | Remo           | 1 X 0  | São Bernardo | Campeonato Brasileiro de Futebol de 2024 - Série C | [ 17 ] |
| 2  | 48.399  | Paysandu       | 2 X 4  | Boca Juniors | Copa Libertadores da América de 2003               | [ 18 ] |
| 3  | 48.180  | Paysandu       | 0 x 0  | Remo         | Campeonato Paraense de Futebol de 2024             | [ 19 ] |
| 4  | 47.644  | Sampaio Corrêa | 0 X 2  | Flamengo     | Campeonato Carioca de 2024                         | [ 20 ] |
| 5  | 45.027  | Paysandu       | 1 x 2  | Amazonas     | Campeonato Brasileiro de 2023 - Série C            | [ 21 ] |

## Maiores públicos presentes
| Nº | Público | Time           | Placar | Time         | Campeonato                                             | Ref    |
| -- | ------- | -------------- | ------ | ------------ | ------------------------------------------------------ | ------ |
| 1  | 65.000  | Remo           | 1 X 0  | Paysandu     | Campeonato Paraense de Futebol de 1999                 | [ 22 ] |
| 2  | 64.010  | Paysandu       | 1 X 1  | Remo         | Campeonato Paraense de Futebol de 1979                 | [ 22 ] |
| 3  | 57.330  | Paysandu       | 2 X 4  | Boca Juniors | Copa Libertadores da América de 2003                   | [ 7 ]  |
| 4  | 55.000  | Remo           | 1 X 2  | Paraná Clube | Copa João Havelange de 2000                            | [ 22 ] |
| 5  | 54.864  | Remo           | 1 X 0  | São Bernardo | Campeonato Brasileiro de Futebol de 2024 - Série C     | [ 23 ] |
| 6  | 53.615  | Paysandu       | 1 X 2  | Cruzeiro     | Copa dos Campeões de 2002                              | [ 24 ] |
| 7  | 52.973  | Remo           | 1 X 0  | Paysandu     | Campeonato Paraense de Futebol de 1979                 |        |
| 8  | 51.304  | Remo           | 2 X 1  | Paysandu     | Campeonato Paraense de Futebol de 1979                 |        |
| 9  | 51.000  | Remo           | 2 X 0  | Operário     | Campeonato Brasileiro de Futebol de 1978               |        |
| 10 | 49.807  | Paysandu       | 1 X 2  | Amazonas     | Campeonato Brasileiro de 2023 - Série C                |        |
| 11 | 49.777  | Paysandu       | 1 x 0  | Botafogo-PB  | Campeonato Brasileiro de 2023 - Série C                | [ 25 ] |
| 12 | 49.695  | Remo           | 2 x 2  | Paysandu     | Campeonato Paraense de Futebol de 2004                 |        |
| 13 | 48.141  | Remo           | 1 X 3  | Paysandu     | Campeonato Paraense de Futebol de 1992                 |        |
| 14 | 47.644  | Sampaio Corrêa | 0 X 2  | Flamengo     | Campeonato Carioca de 2024                             | [ 26 ] |
| 15 | 45.841  | Remo           | 0 X 1  | Nacional     | Campeonato Brasileiro de 2005 - Série C                | [ 27 ] |
| 16 | 45.164  | Paysandu       | 2 X 0  | Flamengo     | Campeonato Brasileiro de Futebol de 1995               | [ 28 ] |
| 17 | 43.138  | Brasil         | 5 X 1  | Bolívia      | Eliminatórias da Copa do Mundo FIFA de 2026 – CONMEBOL | [ 29 ] |
| 18 | 42.770  | Paysandu       | 2 X 3  | Flamengo     | Campeonato Brasileiro de 1983                          |        |
| 19 | 42.599  | Remo           | 2 X 0  | Corinthians  | Copa do Brasil de Futebol de 2023                      | [ 30 ] |

## Eventos notáveis

### Concertos
| Data                      | Artista | Turnê                      |
| ------------------------- | --- | -------------------------- |
| 3 de julho de 2023        | Thiaguinho                                                                                                   | Tardezinha Tour            |
| 16 de julho de 2023       | Alok | New Experience Festival    |
| 6 de outubro de 2023      | Xand Avião, João Gomes, Vitor Fernandes, Tarcísio do Acordeon, Mari Fernandez e Zé Vaqueiro                  | Viiixe Forró e Piseiro     |
| 18 de novembro de 2023    | Gusttavo Lima                                                                                                | Buteco Tour                |
| 24 de novembro de 2023    | Joelma | Isso É Calypso Tour        |
| 16–17 de dezembro de 2023 | Alcione, Rachel Reis, Jaloo, Viviane Batidão, Gaby Amarantos e outros                                        | Psica Festival             |
| 11 de maio de 2024        | Só Pra Contrariar                                                                                            | O Último Encontro Tour     |
| 8 de junho de 2024        | Menos é Mais                                                                                                 | Churrasquinho Menos é Mais |
| 28 de setembro de 2024    | Caetano Veloso e Maria Bethânia                                                                              | Caetano&Bethânia Tour      |
| 13 de outubro de 2024     | Rogerinho, Heitor Costa, Viviane Batidão e Zaynara                                                           | Endoida Festival           |
| 18 de outubro de 2024     | Teto, Matuê, WIU e Derek                                                                                     | Beat Fest Belém            |
| 2 de novembro de 2024     | Ludmilla | Numanice 3 Tour            |
| 23 de novembro de 2024    | Alok, Joelma, Pinduca, Gaby Amarantos, Zaynara e Viviane Batidão                                             | Aurea Tour                 |
| 30 de novembro de 2024    | Gusttavo Lima, Pixote e Tarcísio do Acordeon                                                                 | Fest Music                 |
| 13–15 de dezembro de 2024 | Pabllo Vittar, João Gomes, Liniker, Banda Black Rio, Don L, Trio Mocoto, Tássia Reis, Fafá de Belém e outros | Psica Festival             |
| 24 de dezembro de 2024    | Vintage Culture                                                                                              | Promised Land Tour         |
| 30 de dezembro de 2024    | Roberto Carlos                                                                                               | Eu Ofereço Flores          |